# Парк руїн міського муру Даду

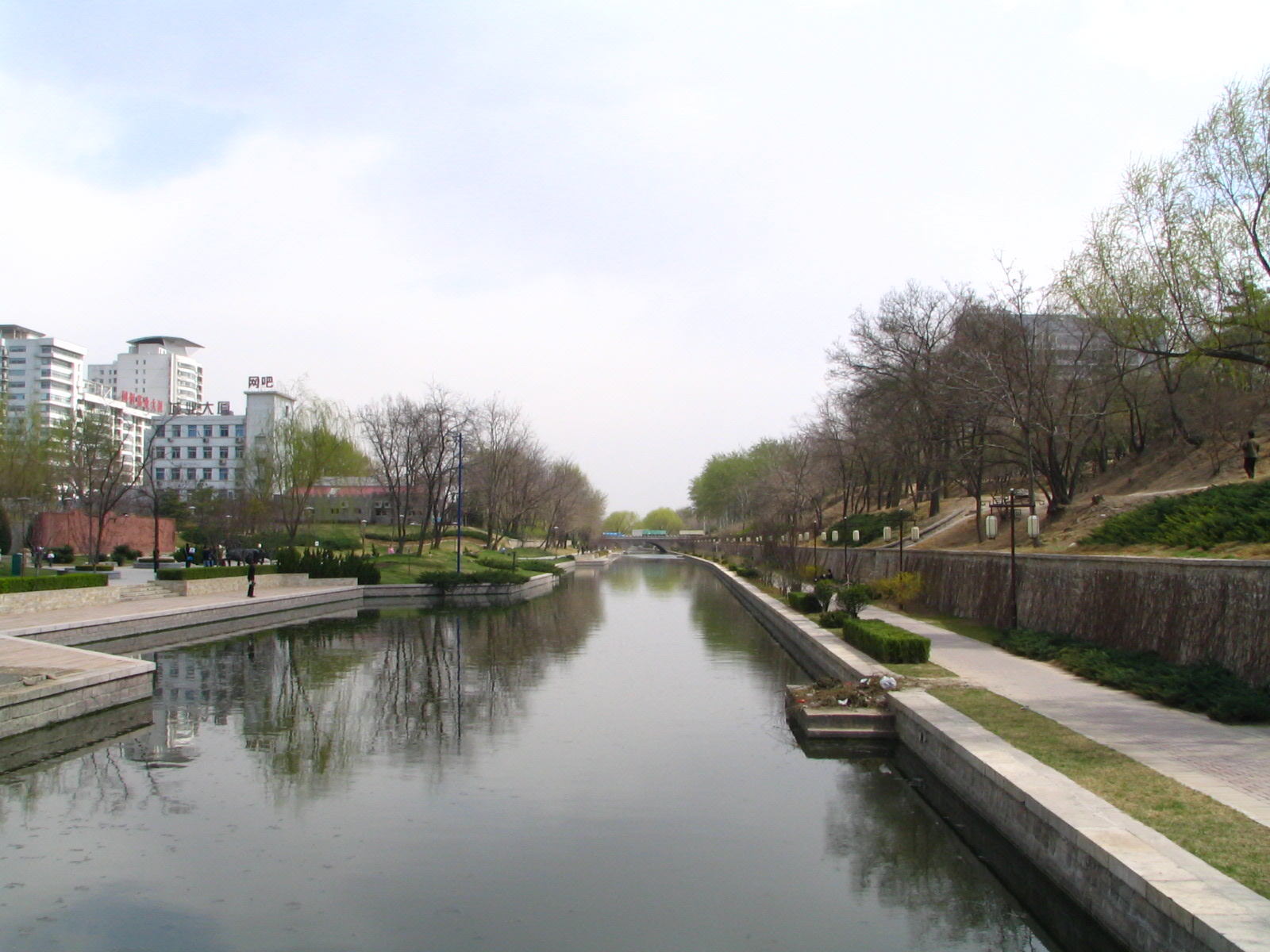
Парк руїн міського муру Даду

Парк руїн міського муру Даду (кит.: 元大都城垣遗址公园 Юань Даду ченюань їчжі гунюань) — парк в Пекіні, що тягнеться вузькою смужкою уздовж каналу і фортечного валу. Сам мур не зберігся, реконструйовано лише його невелика ділянка. Інша назва «Парк муру династії Юань».

## Історія
Цей мур колись був частиною величезної системи мурів Китайської імперії. З 1276 року (початок робіт у 1267 році) цей фортечний мур оточував столицю імперії династії Юань (1271-1368) — місто Даду, або Ханбалик, що означає «Оселя Хана». Його довжина у цей час становила 28,6 км. Після падіння влади монголів в Китаї мур частково був зруйнований. За часів династії Мін відбувалося відновлення, проте він скоротився на понад 5 км. Втім протягом наступних війн був зруйнований. 
У 1957 році уряд КНР вніс парк, що утворився на той час навколо руїн цих мурів, до перелік культурних цінностей Пекіну. З 1974 року почалися відновлювальні роботи, що час від часу припинялися. У 1988 році муніципальний уряд Пекіну ухвалив рішення щодо розбудови парку. Остаточно перетворено на парк у 2003 році. Йому надано категорію туристичної пам'ятки АААА. 2006 року внесено до переліку культурних цінностей КНР.

## Опис
Розташований в Чаоян в районі Хайдянь, південніше Олімпійського парка. Ділянки муру можна виявити в декількох місцях Пекіна. Тягнеться вузькою смугою 4,8 км завдовжки, завширшки 130-160 м, загальною площею 67 га. Його північна ділянка Тучен ростягнулася вздовж мальовничого каналу, що входить до річки Сяоюе. На заході починається з місця Чжимень яньшу, що є одним з символів давнього Пекіна.
Вали є земляними, їх облицювання стерто. Власне мурів немає, йде реконструкція. Найкрасивіша частина тягнеться від станції Цзяньдемень до Аньчжемень. Там, де автомобільна дорога перетинає парк, вклинюється ринок, де торгують від фруктів до свійських тварин. 
Загалом являє класичний китайський сад, де багато дерев й кущів уздовж каналу. Значну частину становлять зарості бегонії (28 видів і 5000), також є яблука, китайська айва.

## Проїзд
10-я лінія Пекінського метрополітену, станції Сітучен (西 土城), Муданьюань (牡丹园), Цзяньдемень (健 德 门), Бейтучен (北 土城), також 8-я лінія; Аньчженьмень (安贞 门), Хуейсіньсіцзе нанькоу (惠 新 西街 南口), також 5-я лінія; Шаояоцзюй (芍药居), також 13-а лінія.
- №407 автобуса до зупинки Аньчженьсілі.